# Beadnell

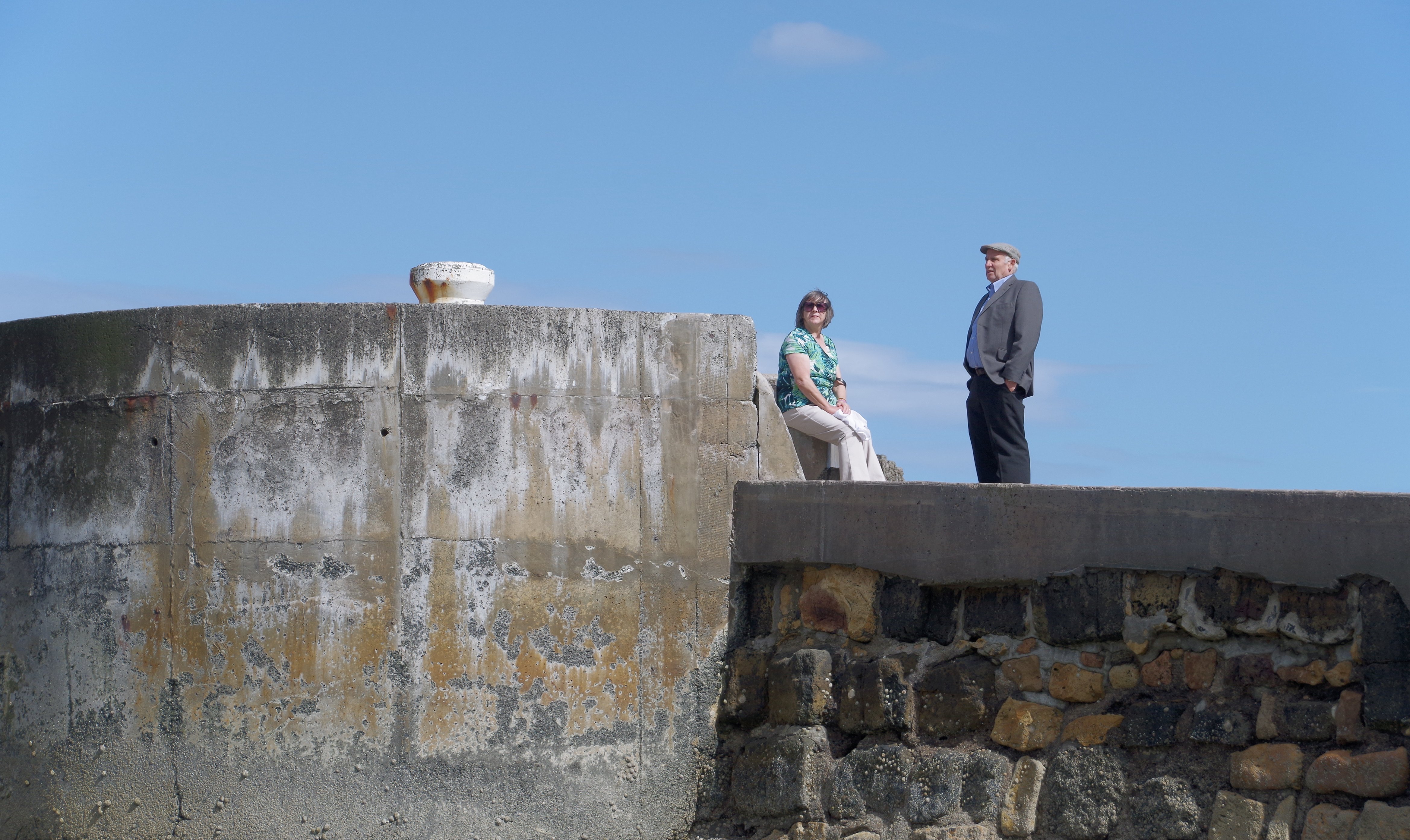
Beadnell: scorcio del porto

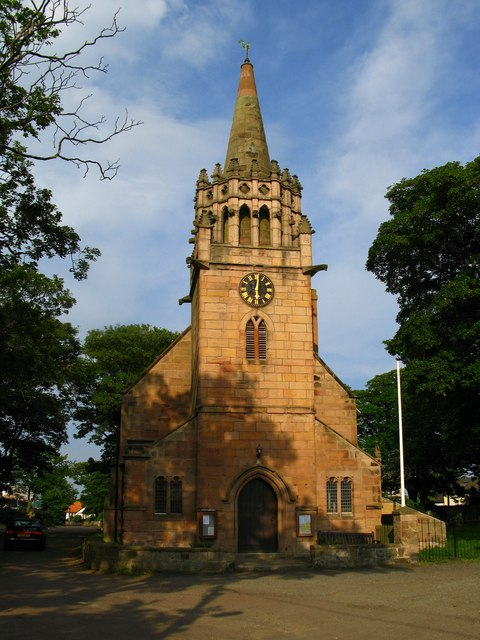
Beadnell: la chiesa di Santa Ebba

Beadnell è un villaggio con status di parrocchia civile della costa nord-orientale dell'Inghilterra, facente parte della contea del Northumberland e fino al 2009  del distretto soppresso di Berwick-upon-Tweed. L'intera parrocchia civile conta una popolazione di circa 500 abitanti.

## Geografia fisica
Beadnell si trova tra le località costiere di Seahouses e High Newton-by-the Sea (rispettivamente a sud della prima e a nord della seconda), a pochi chilometri a est/nord-est di Ellingham. Da Seahouses dista circa 2 miglia.
L'intera parrocchia civile occupa un'area di 22,51 km².

## Storia
Intorno al XII secolo, venne eretta nel promontorio di Ebb's Nook vicino all'area dove sorge porto di Beanell una cappella intitolata a Santa Ebba di Coldingham (vissuta nel VII secolo), figlia di Etelfrido di Bernicia e sorella di San Oswald, re di Northumbria.
Nel novembre del 1798, un proprietario locale fece realizzare lungo la costa alcune fornaci per la produzione della calce (attività in seguito dismess negli anni venti del secolo successivo): da questo progetto ebbe origine il porto di Beadnell.
Nel maggio 2022, fu avanzata la proposta di chiudere al pubblico il porto dei Beadnell a causa delle continue violazioni del divieto di tuffarsi.

## Monumenti e luoghi d'interesse

### Architetture religiose

#### Chiesa di Santa Ebba
Principale edificio religioso di Beadnell è la chiesa dedicata a Santa Ebba, costruita nel 1746 e ampliata nel 1792 e nel 1860.
L'edificio si caratterizza per le finestre in stile gotico realizzate in gran parte dall'artista gallese, alcune delle quali raffigurano Santa Ebba e il fratello San Oswald. Attorno alla chiesa, si trovano poi delle steli in memoria dei cittadini di Beadnell caduti nel corso della seconda guerra mondiale.

### Architetture civili
Oltre al porto, risalente alla fine del XVIII secolo, tra le architetture civili di Beadnell, figura Beadnell Hall, un edificio risalente alla fine del XVII secolo o agli inizi del XVIII secolo e ampliato nel corso del XIX secolo.

### Aree naturali
- Ebb's Nook[2]

## Società

### Evoluzione demografica
Nel 2020, la popolazione della parrocchia civile di Beadnell era stimata in 489 unità, in maggioranza (247) di sesso maschile.
La popolazione al di sotto dei 18 anni era stimata in 56 unità (di cui 25 erano i bambini al di sotto dei 10 anni), mentre la popolazione dai 65 anni in su era stimata in 210 unità (di cui 66 erano le persone dagli 80 anni in su).
La parrocchia civile di Beadnell ha conosciuto un decremento demografico rispetto al 2011, quando la popolazione censita era pari a 546 unità, dato che però era in crescita rispetto al 2001, quando la popolazione censita era pari a 528 unità. Dei 546 abitanti del 2011, 533 erano nativi del Regno Unito, 9 dell'Unione Europea (di cui una della Repubblica d'Irlanda) e 4 di altri Paesi extra-UE.

## Cultura

### Eventi
- Festa di Santa Ebba (25 agosto)[2]